# Chinchey
Chinchey − jeden ze szczytów pasma Cordillera Blanca (Andy Peruwiańskie), znajdujący się na terenie Peru.
Jego wysokość to 6309 m n.p.m.